# پرچم

نقشهٔ جهان که در آن پرچم کشورهای جهان را نشان می‌دهد.

پرچم، بِیرَق یا دِرَفش، نماد یک گروه اجتماعی، تیم، سازمان، حکومت یا کشور است. پرچم، بیشتر بر روی پارچه یا کاغذ و به صورت رنگی ساخته یا تولید می‌شود. در قدیم، پرچم نماد اتحاد و تمایز در جنگ‌ها به‌شمار می‌رفت و نشان از همبستگی یک ملت بوده است.

## پیرامون واژه
طبق منابع ترکیه‌ای واژه «پرچم» که به صورت وام‌واژه در ترکی عثمانی وجود داشته بود، واژه‌ای پارسی است که همان «پرچم» یا «پرچمنده» و «برچم» یا «برچمنده» معنی می‌دهد و از «پر» («بر» به معنی «جلو» یا «رو» و «بالا») و فعل «چمیدن» به معنی «پیچ و خم خوردن» تشکیل شده است. در لغت‌نامه دهخدا جزء واژه‌های پارسی دسته‌بندی شده است، برخی محققان گفته‌اند این واژه ریشه خارجی دارد اما شواهدی در این باره در دست نیست. این واژه در آغاز به معنی دیگری بود اما بعدها در ایران جای واژه ترکی «بیرق» را گرفته است:
| بر سر بیرق بلاف پرچم گوید منم |  | طرهٔ خاتون صبح بر تتق روزگار |

به موی یا دم غژگاو را که بر سر درفش و نیزه می‌بستند پرچم منگوله یا شرابهٔ ابریشمی، می‌گفتند. این واژه با مرور زمان، به حکم اطلاق جزء بر کل، بر خود بیرق یا درفش نیز اطلاق شده و نخستین فرهنگستان ایران کاربرد آن را به همین معنی و به جای علم و بیرق تأیید کرده است. در گذشته به پرچم یا بیرقی که در جنگ‌ها استفاده می‌شده «درفش» می‌گفتند که آن هم از فعل «دِرَفشیدن» یا «دِرُوْشیدن» که به معنی «نوعی لرزیدن» است. از دیگر واژه‌های بیگانه و عربی برای این واژه در زبان فارسی «عَلَمْ» می‌باشد.عَلَم از ریشهٔ علم بوده و در قدیم معنی «شناساننده» داشته است. از آن‌جا که پرچم هر قبیله باعث می‌شده که در بین قبایل دیگر شناخته شوند، به‌مرور معنی علم تغییر یافته و امروزه معنای «پرچم» می‌دهد.

## تاریخچه

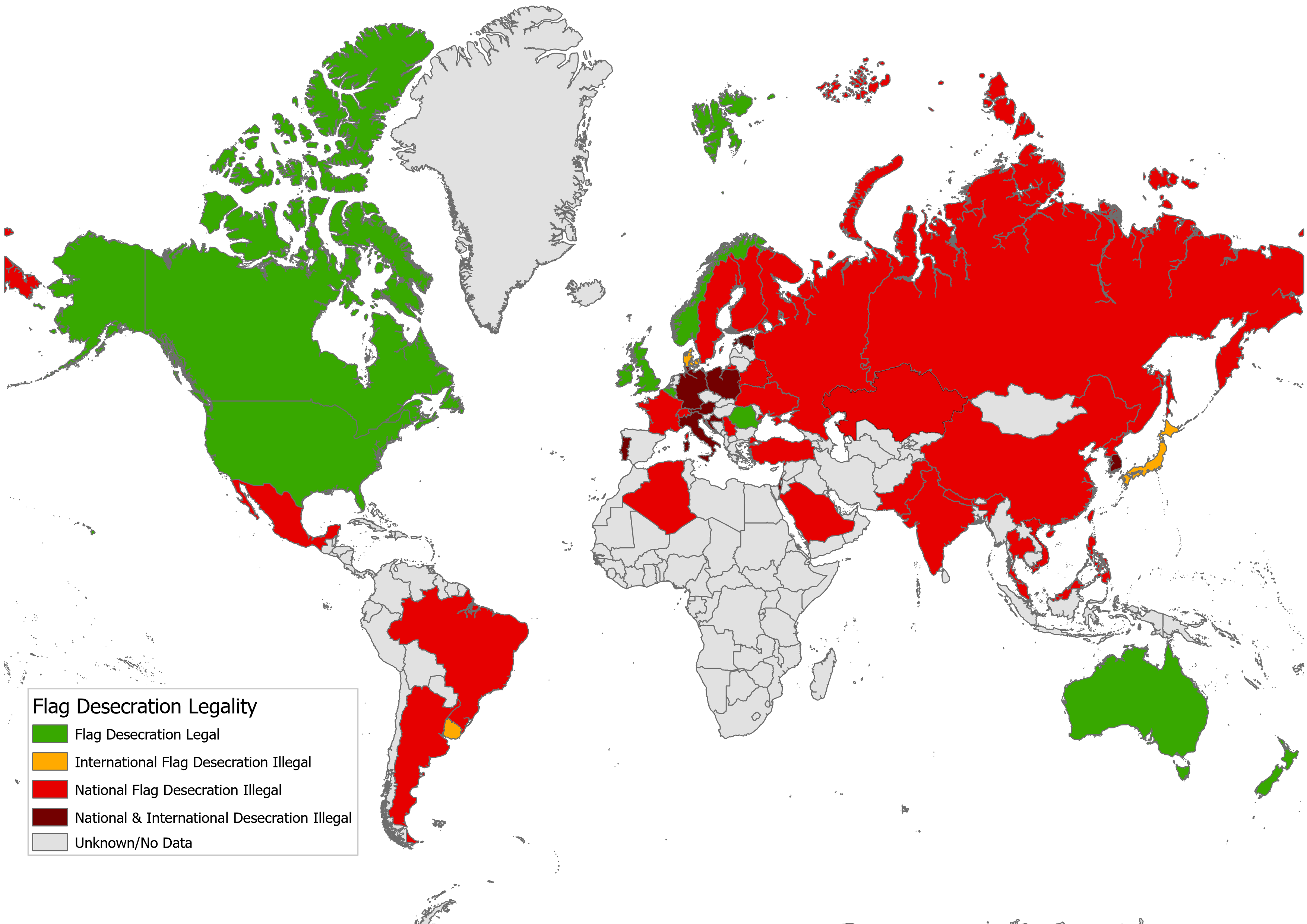
وضعیت قانونی بی‌حرمتی به پرچم میان کشورها

پیشینه استفاده از پرچم در بین قبایل، چه در جنگ و چه در صلح، به روزگار باستان بازمی‌گردد. آن گونه که از منابع تاریخی بر می‌آید، تمدن‌های گوناگون، شرق و غرب از آن بهره می‌جسته‌اند هر چند به‌طور دقیق مشخص نیست که نخستین بار استفاده از آن توسط چه کسی و در چه زمانی بوده است.
واضح است که پرچم، به‌دلیل اینکه نماد همبستگی لشکر بوده، یکی از اهداف دشمن برای از بین بردن پرچم‌دار و به زمین انداختن پرچم برای تضعیف روحیه جنگی لشکر مقابل به‌شمار می‌رفته است. در بسیاری از جنگ‌ها یکی از منصب‌های مهم، «پرچم‌داری» بوده است؛ به گونه‌ای که هر گاه پرچم از دست پرچم‌دار می‌افتاده، نوعی شکست و از هم گسیختگی برای لشکر به‌شمار می‌آمده است.

#### ایران
در بین ایرانیان، پرچم به درفش کاویانی نیز شهرت داشته است. علت این نام‌گذاری آن بود که در ایران‌زمین خیزشی توسط «کاوه آهنگر» علیه پادشاه زمان خود «ضحّاک» پایه‌ریزی و او پیش‌بند کار خود را که از چرم سرخ‌رنگی بود، بر فراز چوبی قرار داد و قیام خود را آغاز کرد؛ و از آن پس به «درفش کاویانی» یعنی پرچم کاوه‌ای‌ها شهرت یافت؛ که بعدها به بسیاری از بهترین جواهرات و سنگ‌های با ارزش زمان مزین شد و از درفش کاویانی در جنگ‌های ایران با روم، روم شرقی (بیزانس) و اعراب نیز در کتب تاریخی نامی به میان آمده است.
پرچم فعلی کشور ایران از سه رنگ اصلی که هرکدام به معنایی اشاره دارد، رنگ سبز در پرچم ایران به معنی سرسبزی و شادابی، رنگ سفید به معنی صلح بادیگر اقوام و ملت‌ها هست و رنگ قرمز (سرخ) به معنای خون شهیدان در پرچم این کشور به کار رفته است.

#### رنگ بنفش
در پرچم بسیاری از کشورهای جهان رنگ بنفش بسیار کم مورد استفاده قرار گرفته است. بنفش سده‌ها نماد خاندان پادشاهی، شاه و ملکه، دوک‌ها، قدرت و ثروت بوده است. خاص بودن و گران بودن رنگ بنفش به خاطر کمبود و هزینه بالای رنگدانه‌ای است که برای ساخت آن به کار می‌رفت. ماده‌ای که برای ساخت رنگ بنفش استفاده می‌شد از شهر تجاری صور در میان فنیقی‌ها می‌آمد. رنگدانه بنفش از یک حلزون یا اسفنج دریایی کوچک که تنها در این بخش از مدیترانه یافت می‌شد به دست می‌آمد. حدود ده هزار حلزون برای ساخت یک گرم رنگ بنفش نیاز بود. به دلیل سختی و گرانی تهیه و تولید رنگ بنفش به شکل سنتی، از میان پرچم‌های کشورهای دنیا تنها در دو پرچم دومینیکا و پرچم نیکاراگوئه از این رنگ استفاده شده است.

#### پرچم یونیون جک
پرچم یونیون جک یا پرچم اتحاد، پراستفاده و معروف‌ترین پرچم در سراسر جهان است که به واسطه امپراتوری بریتانیا گسترش یافت. در گذشته بر روی پرچم‌های زیادی از مناطق جهان بود. هم‌اکنون پرچم اتحاد در بالای سمت چپ یا کنتان (canton) پرچم‌های آنگویلا، استرالیا، آکراتاری و داکیلیا، جزیره اسنشن، برمودا، قلمرو جنوبگان بریتانیا، قلمرو بریتانیا در اقیانوس هند، جزایر ویرجین بریتانیا، جزایر کیمن، جزایر فالکلند، مونتسرات، جزایر پیت‌کرن، سنت هلن، جزایر جورجیای جنوبی و ساندویچ جنوبی، تریستان دا کونا، جزایر تورکس و کایکوس، نیوزیلند و ایالت‌های هاوایی، بریتیش کلمبیا، منیتوبا و انتاریو ترسیم شده است.

## برافراشتن پرچم
برافراشتن پرچم عمل برافراشتن پرچم بر روی میله پرچم است. برافراشتن یا پایین آوردن پرچم‌ها، به‌ویژه پرچم‌های ملی، معمولاً شامل مراسم و مجموعه‌ای از قوانین بسته به کشور است و معمولاً شامل اجرای سرود ملی می‌شود.
دسته برافراشتن پرچم گروهی از مردم است که معمولاً سربازان، دانشجویان دانشگاهی یا دانشجویان هستند که به داخل راهپیمایی می‌کنند و پرچم‌ها را برای مراسم برافراشتن پرچم می‌آورند. مراسم برافراشتن پرچم شامل جوخه‌های برافراشته پرچم می‌تواند ساده یا پیچیده باشد و شامل تعداد زیادی جوخه باشد. مراسم‌های پیچیده برافراشتن پرچم معمولاً در تعطیلات ملی انجام می‌شود.
به طناب یا طنابی که پرچم را به تیرک آن می‌بندد، هالیارد می‌گویند. پرچم‌ها ممکن است دارای یک نوار پارچه‌ای در امتداد سمت بالابر باشند که به آن قسمتی برای عبور از هالیارد یا یک جفت سوراخ‌بان برای رزوه‌کشی هالیارد می‌گویند. پرچم‌ها همچنین ممکن است با استفاده از گیره‌های Inglefield در موقعیت خود قرار گیرند.

## پرچم در ارتباطات

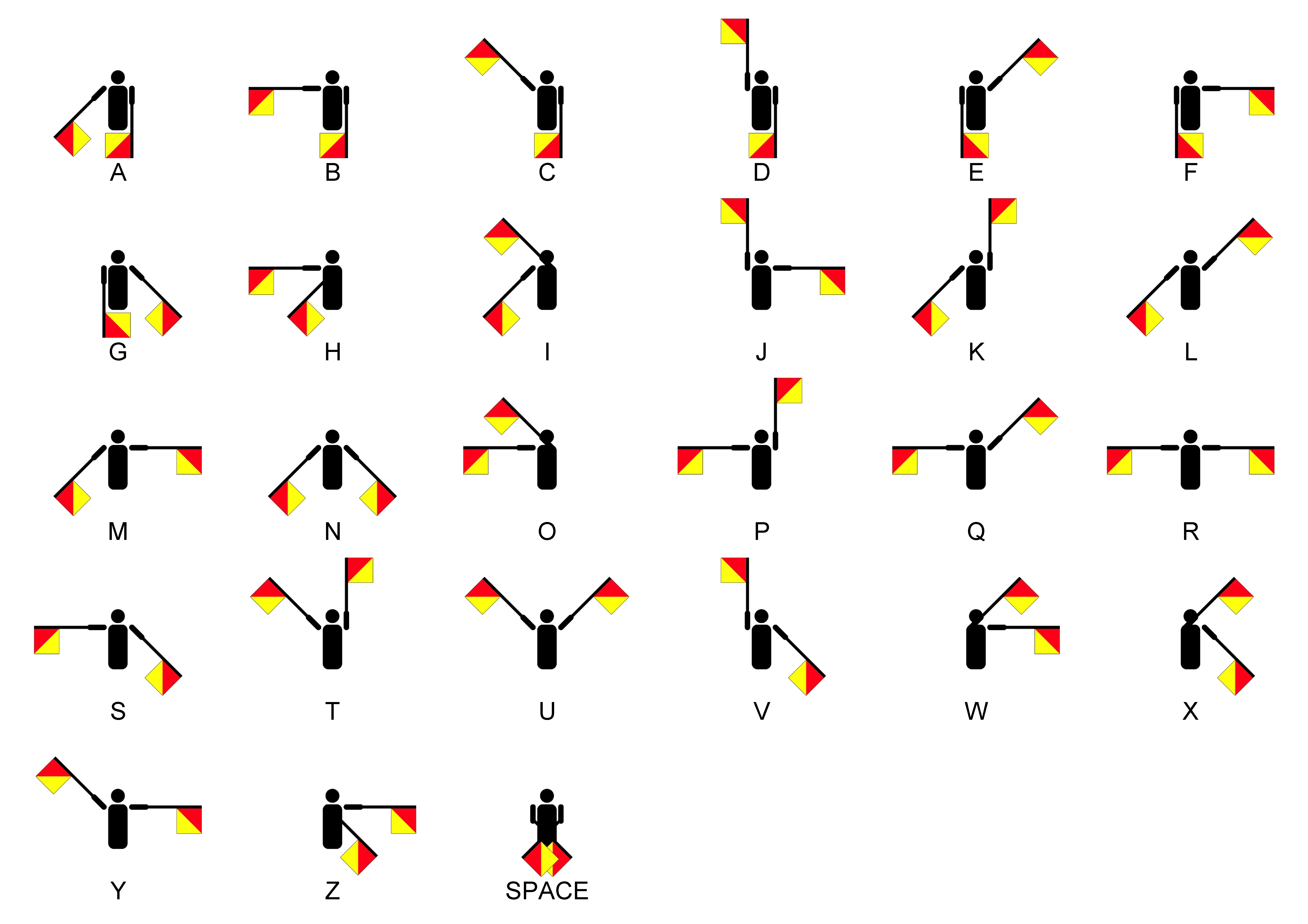
سیگنال‌های سمافور برای حروف الفبای انگلیسی

سمافور شکلی از ارتباط است که از پرچم‌ها استفاده می‌کند. سیگنال دهی توسط یک فرد با استفاده از دو پرچم (یا گرزهای روشن) انجام می‌شود که موقعیت پرچم‌ها نشان دهنده یک نماد است. شخصی که پرچم‌ها را در دست دارد به عنوان علامت دهنده شناخته می‌شود. این شکل از ارتباط در درجه اول توسط سیگنال‌دهندگان نیروی دریایی استفاده می‌شود. این تکنیک سیگنال دهی در اوایل قرن نوزدهم مورد استفاده قرار گرفت و امروزه نیز به اشکال مختلف مورد استفاده قرار می‌گیرد.
از رنگ پرچم‌ها نیز می‌توان برای برقراری ارتباط استفاده کرد؛ مثلاً؛ پرچم سفید از جمله به معنای تسلیم یا صلح است، پرچم قرمز می‌تواند به عنوان یک علامت هشدار استفاده شود و پرچم سیاه می‌تواند به معنای جنگ یا عزم برای شکست دادن دشمنان باشد.
جهت‌گیری پرچم نیز برای ارتباط استفاده می‌شود، اگرچه با توجه به سیستم‌های ارتباطی مدرن، این عمل به ندرت مورد استفاده قرار می‌گیرد. برافراشتن یک پرچم به صورت وارونه نشان می‌داد که نیروی برافراشته آن منطقه خاص را کنترل می‌کند، اما در مضیقه شدیدی قرار داشت.

## نگارخانه
- درفش شهداد کشف شده در منطقه شهداد نزدیک کرمان، ایران
- پرچم جمهوری اسلامی ایران
- پرچم ایالات متحده آمریکا
- پرچم کشورهای عضو سازمان ملل متحد در سال ۱۹۵۳
- پرچم یاپ که شبیه به یک دیسک فشرده =خلافت موحدون
- پرچم رومانی
- پرچم چاد
- پرچم دانمارک قدیمی‌ترین پرچم مورد استفاده در جهان
- پرچم جماهیری عربی خلق سوسیالیستی عظمای لیبی
- پرچم ژلزنوگورسک، کراسنویارسک
- پرچم استان دنیپروپتروفسک
- صورت فلکی چلیپا در پرچم‌های مختلف
- پرچم فریسلاند
- پرچم استان آنتورپ
- پرچم پادشاهی بنین
- پرچم دزدان دریایی
- پرچم رنگین‌کمان
- در پرچم نروژ می‌توان پرچم پنج کشور دیگر را نیز مشاهده کرد. اندونزی، فنلاند، هلند، تایلند و لهستان، این پنج سرزمین هستند.